# Russisches Geschwader

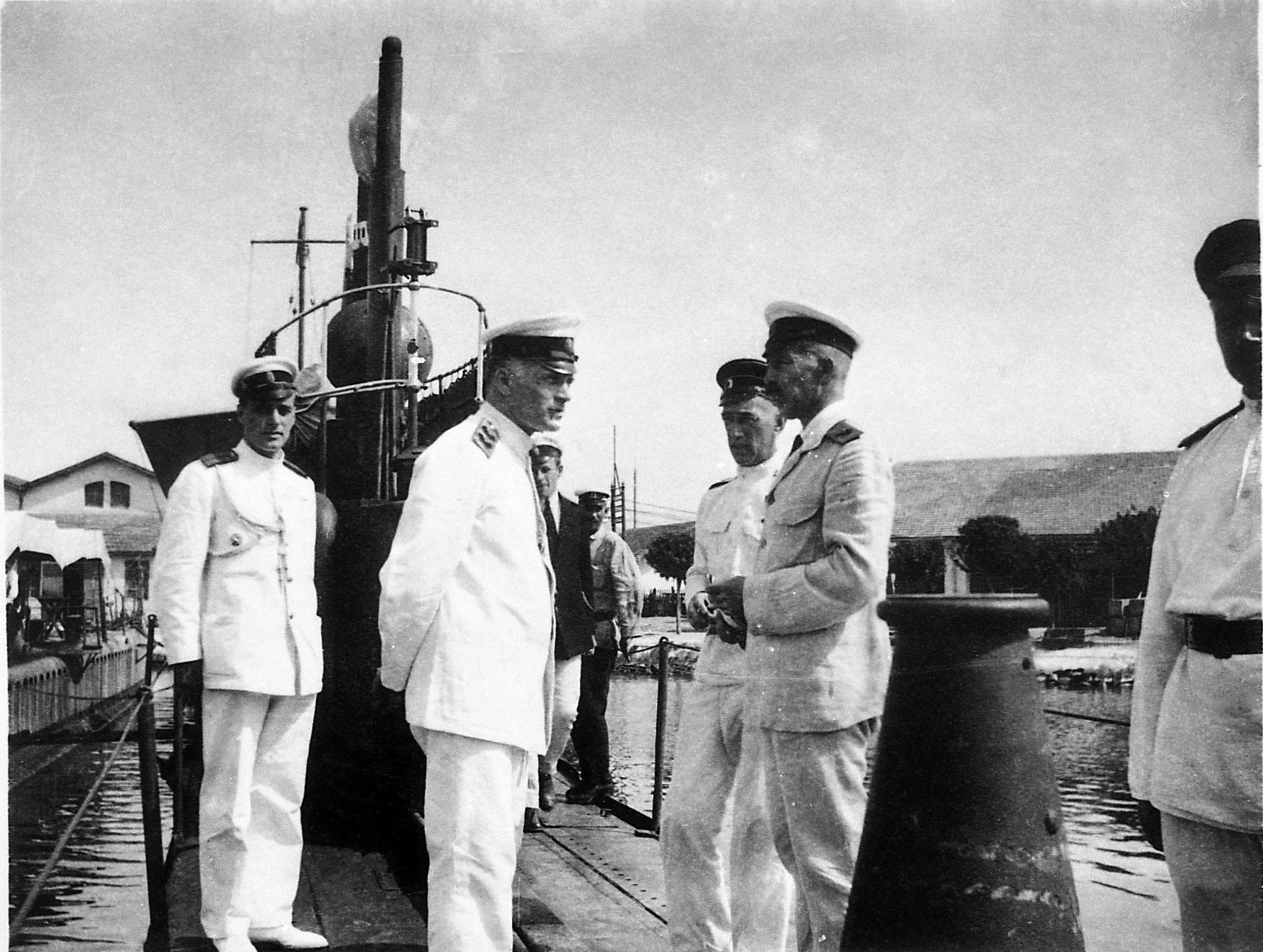
Die Admirale Kedrow, Berens und Tichmenew (Bildmitte von links) auf dem U-Boot Tjulen in Bizerta, Juli 1921

Als Russisches Geschwader (russisch Русская Эскадра; auch: Wrangels Flotte, Weiße Flotte oder Flotte der Weißen Armee) bezeichnete man den Rest der Kaiserlich Russischen Schwarzmeerflotte, der im Russischen Bürgerkrieg auf der Seite der Weißen Armee des Generals Pjotr Nikolajewitsch Wrangel stand und danach bis 1924 in französisch Tunesien interniert war.

## Geschichte

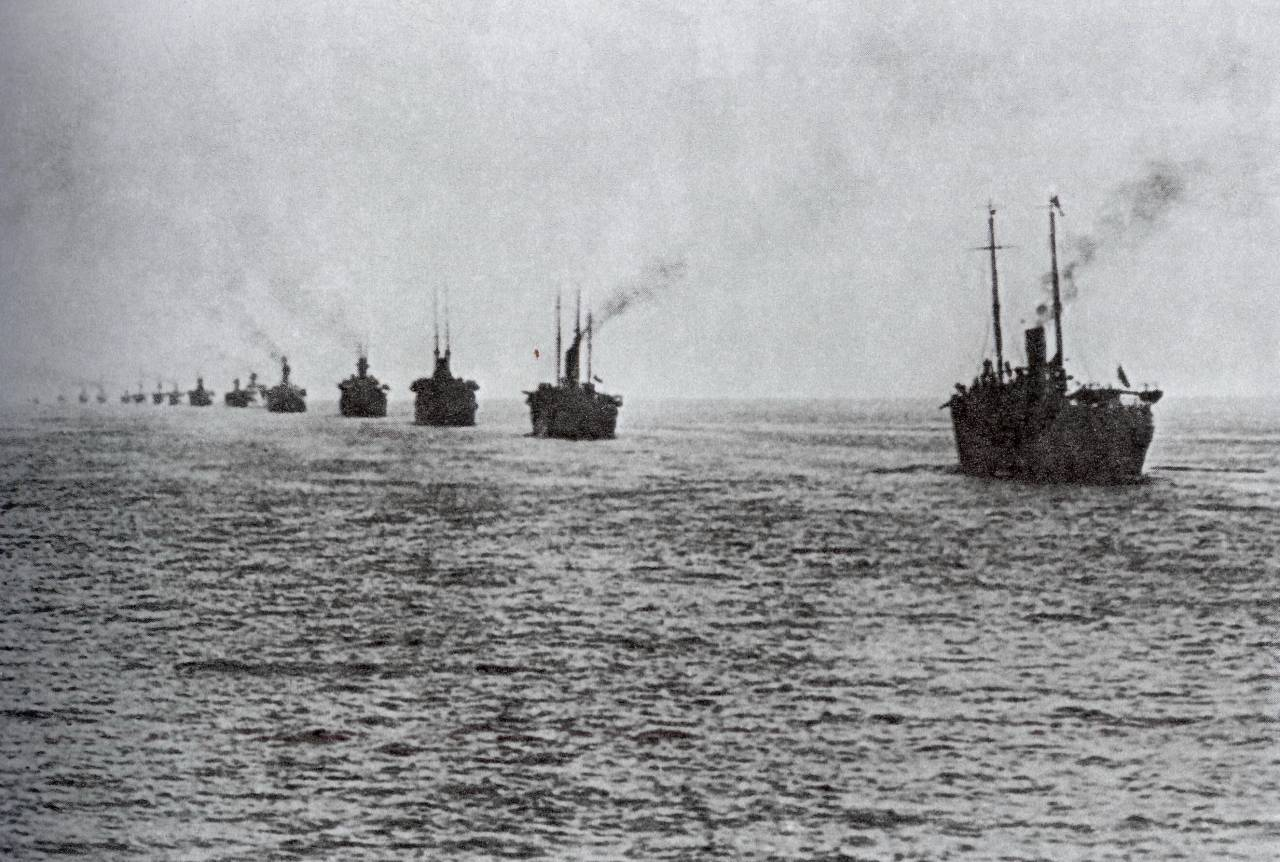
Evakuierung der Weißen Armee von der Krim

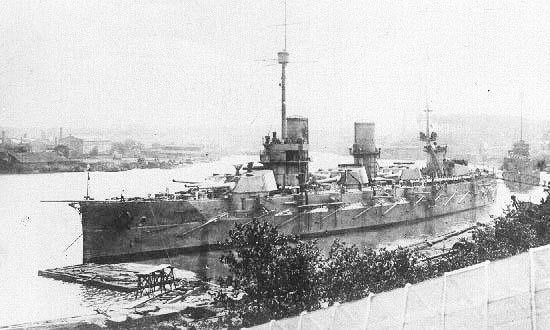
Die Wolja, in Sewastopol

Lenin hatte zwar am 18. Juni 1918 die Selbstversenkung der Flotte befohlen, damit die Schiffe im Bürgerkrieg nicht in die Hände der Gegenrevolution oder der ausländischen Interventionstruppen fallen würden, aber ein Teil der Schwarzmeerflotte ging dennoch zur Weißen Armee über. Diese Schiffe waren in Sewastopol und anderen Häfen am Schwarzen Meer stationiert und unterstützten den Kampf der Weißen Armee gegen die Bolschewiki im Schwarzmeerraum. Als die Rote Armee im November 1920 auch die Halbinsel Krim eroberte, evakuierte die Flotte vom 10. November Wrangels Truppen, deren Familien und Zivilbevölkerung aus Sewastopol, Jalta, Feodossija, Jewpatorija und Kertsch. Die Gesamtzahl der freiwilligen Exilanten betrug etwa 150.000. 
Am 14. November wurden die verbliebenen Schiffe nach Konstantinopel verlegt. Dort wurden sie am 21. November in das so genannte Russische Geschwader umorganisiert, bestehend aus vier Divisionen, unter dem Befehl von Konteradmiral Michail Kedrow (1878–1945). Nachdem der französische Ministerrat am 1. Dezember 1920 der Verlegung des Geschwaders nach Bizerta im damaligen französischen Protektorat Tunesien zugestimmt hatte, verlegte die Flotte in der Zeit von Dezember 1920 bis Februar 1921 dorthin. Die ersten Schiffe verließen Konstantinopel am 12. Dezember, erreichten Bizerta am 19. Dezember 1920 und wurden dort interniert. Mit der Flotte kamen auch etwa 4500 Zivilflüchtlinge, größtenteils Angehörige der Schiffsbesatzungen, mit nach Bizerta. Ab Januar 1921, als Admiral Kedrow nach Paris versetzt wurde, stand die Flotte in Bizerta unter dem Befehl von Konteradmiral Michail Berens (1879–1943). 

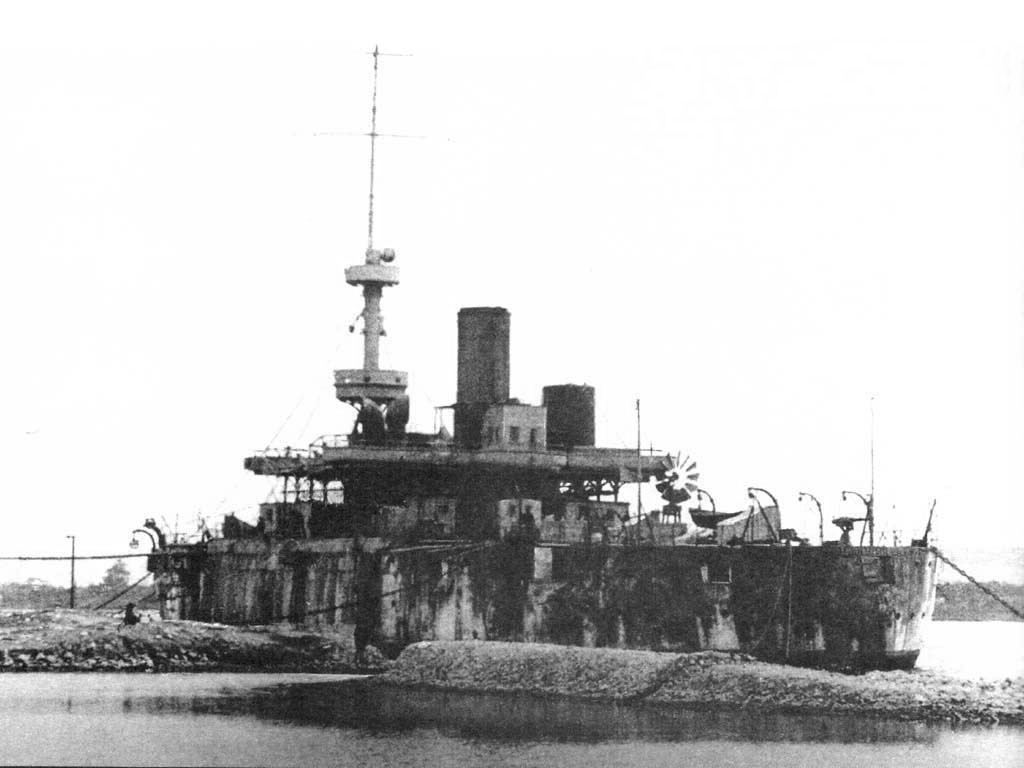
Die Georgi Pobedonossets in Bizerta, späte 1920er Jahre

Als Frankreich im Jahre 1924 die Sowjetunion völkerrechtlich anerkannte, übergab es die Schiffe am 29. Oktober 1924 formell an die Sowjetunion. Eine sowjetische Marinedelegation unter Leitung von Alexei Krylow reiste im Dezember nach Bizerta, befand die Schiffe jedoch als nicht mehr verwendungsfähig. Sie waren inzwischen nicht nur teilweise sehr veraltet, sondern auch durch Mangel an Geldern, Ersatzteilen und Wartung in schlechtem Zustand. Sie wurden daher verkauft und nach und nach abgewrackt. Einige der Schiffe fanden in der französischen, italienischen und maltesischen Handelsmarine Verwendung. Ein Großteil der Besatzungen blieb als Emigranten in Tunesien bzw. Frankreich.

## Die Schiffe des Geschwaders

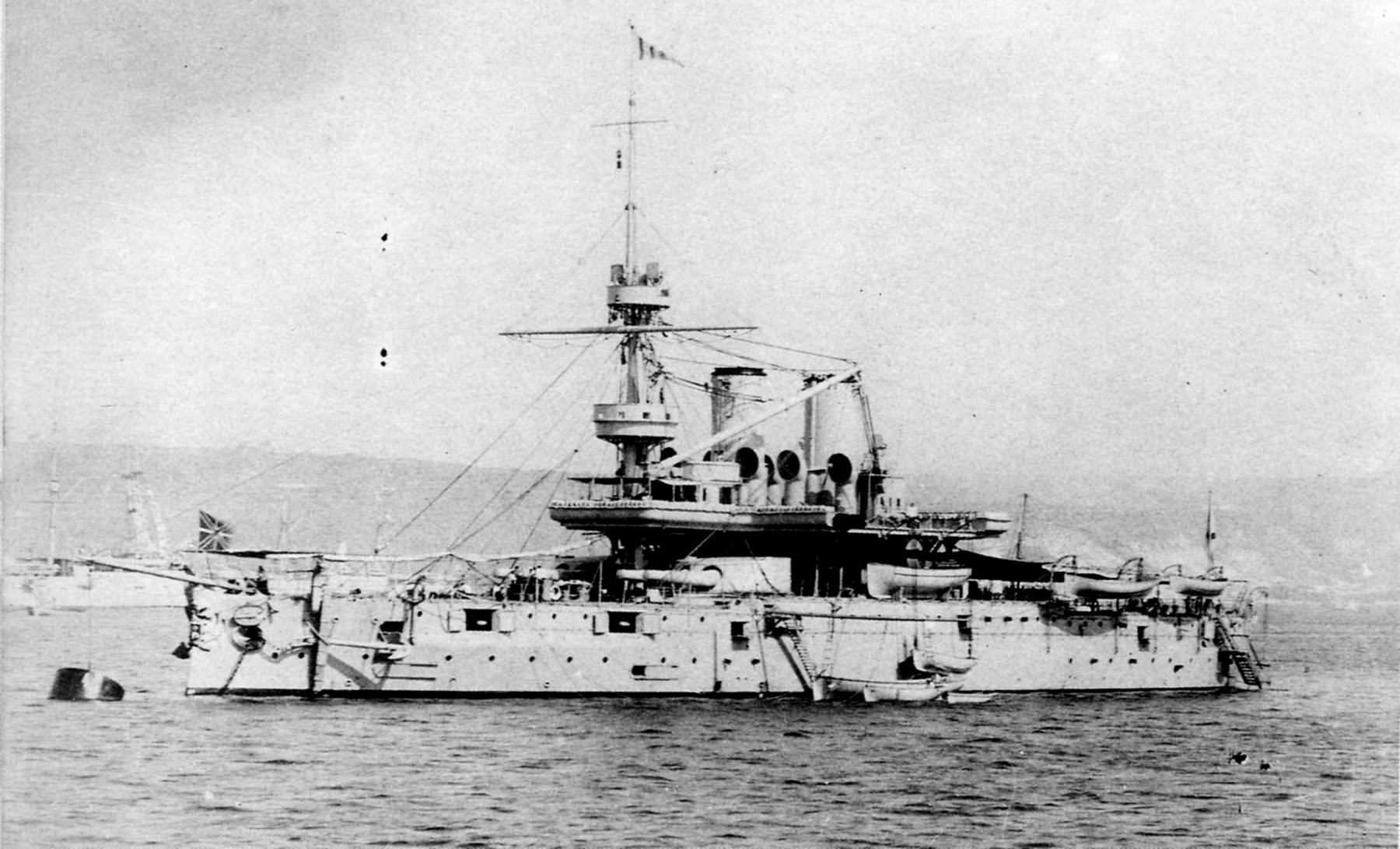
Die Georgi Pobedonossets vor 1914

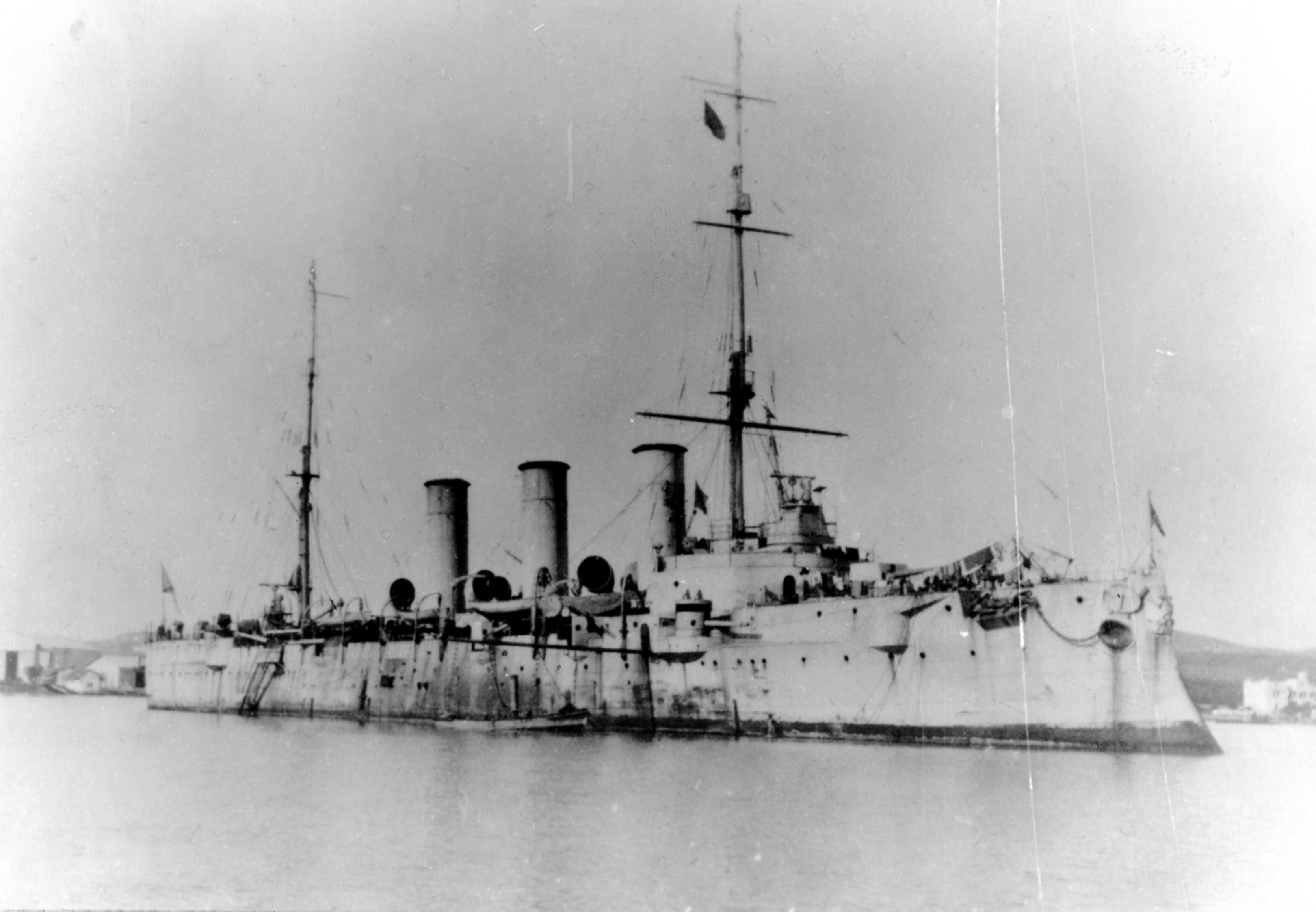
Der Kreuzer General Kornilow in Bizerta 1920

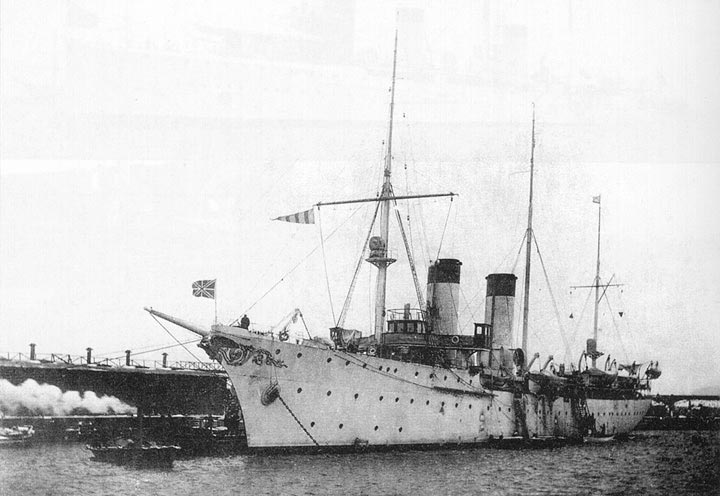
Der Kreuzer Almas

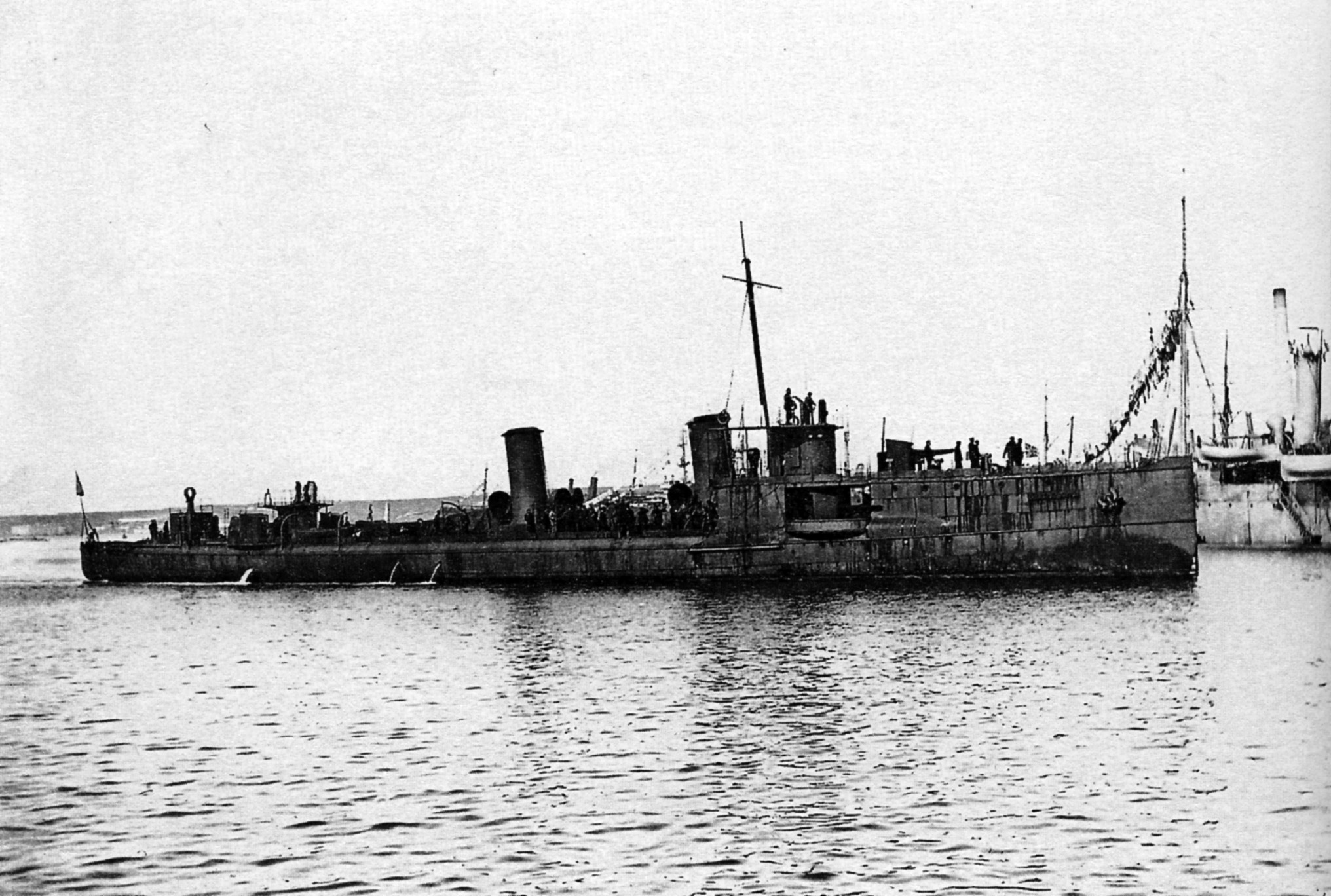
Das Torpedoboot Kapitän Saken

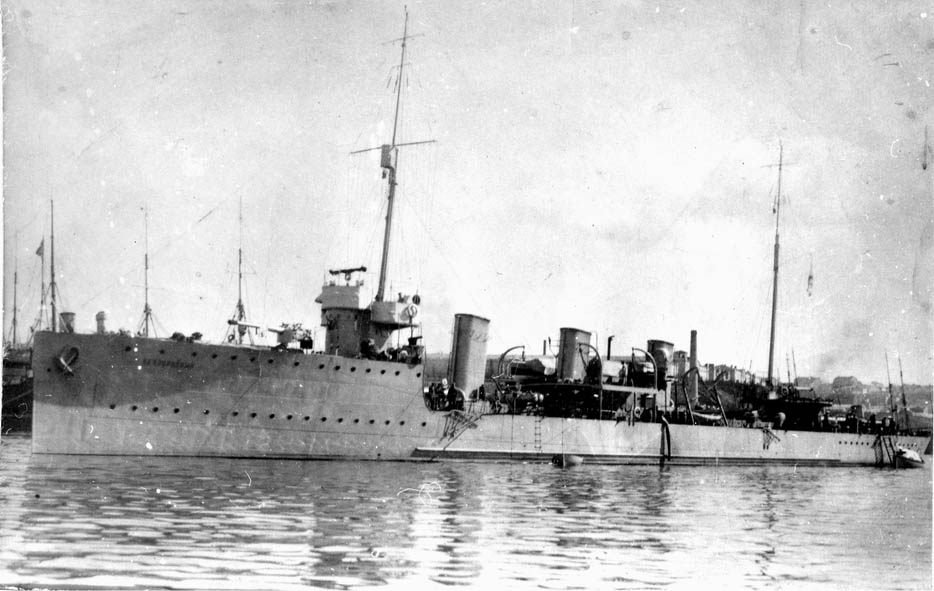
Der Zerstörer Bespokoiny

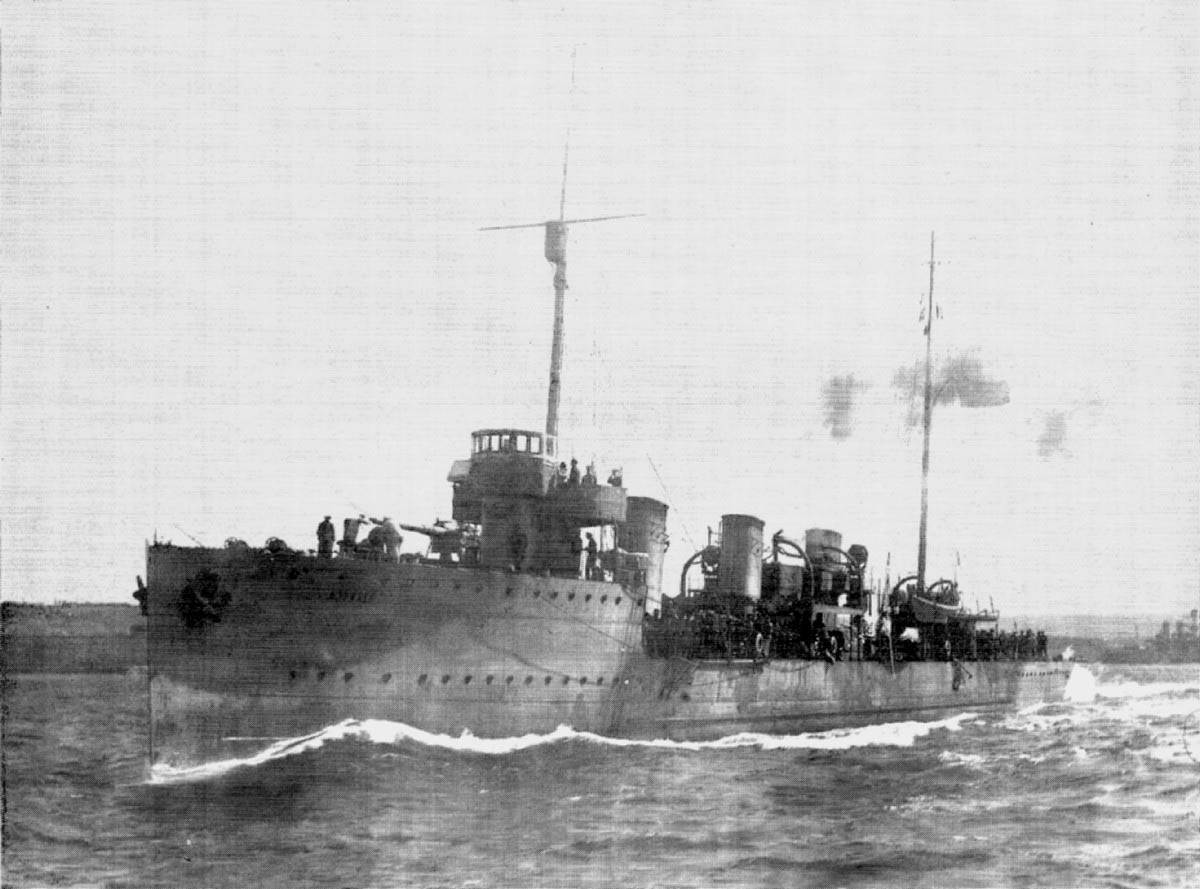
Der Zerstörer Derzky

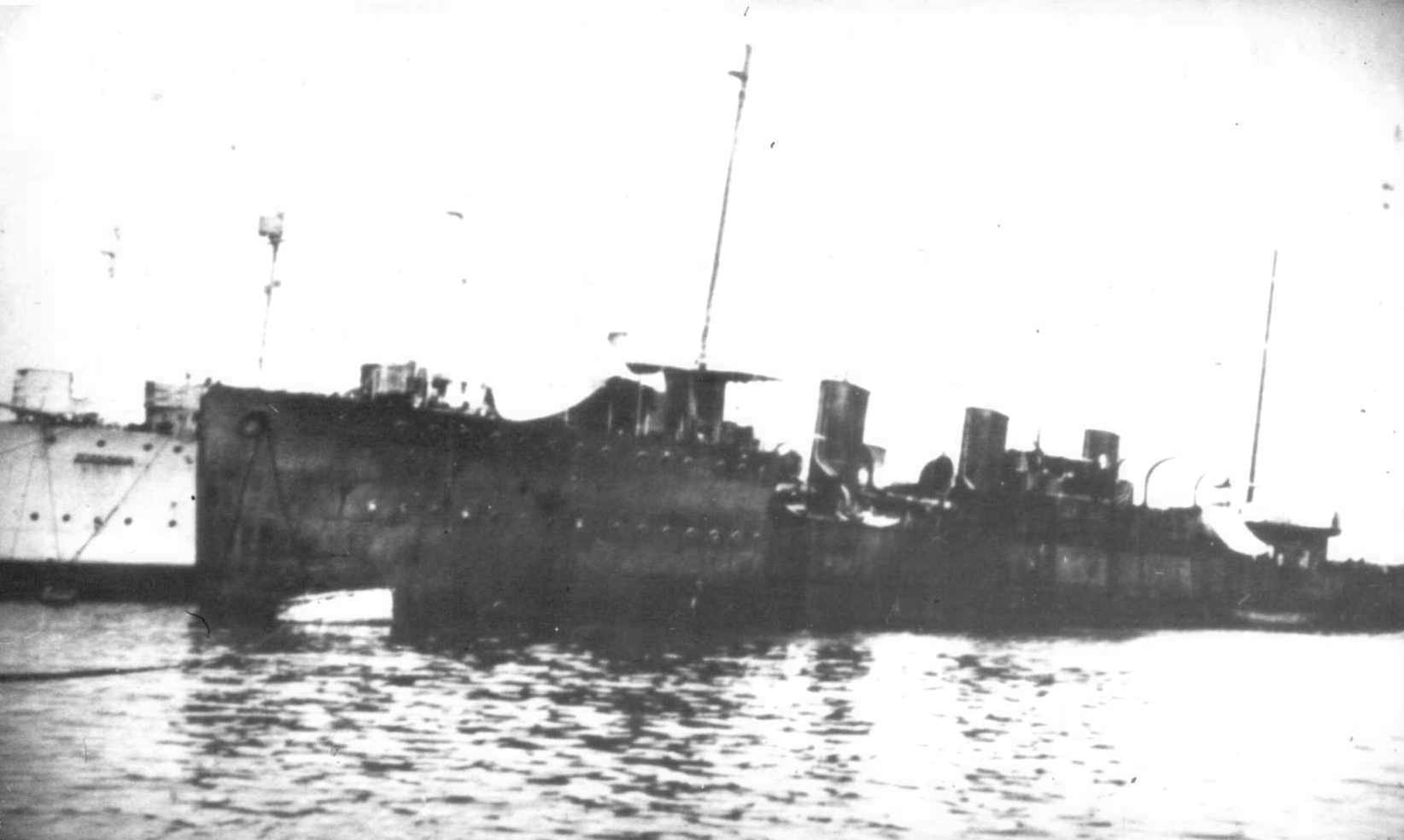
Der Zerstörer Zerigo in Bizerta 1921

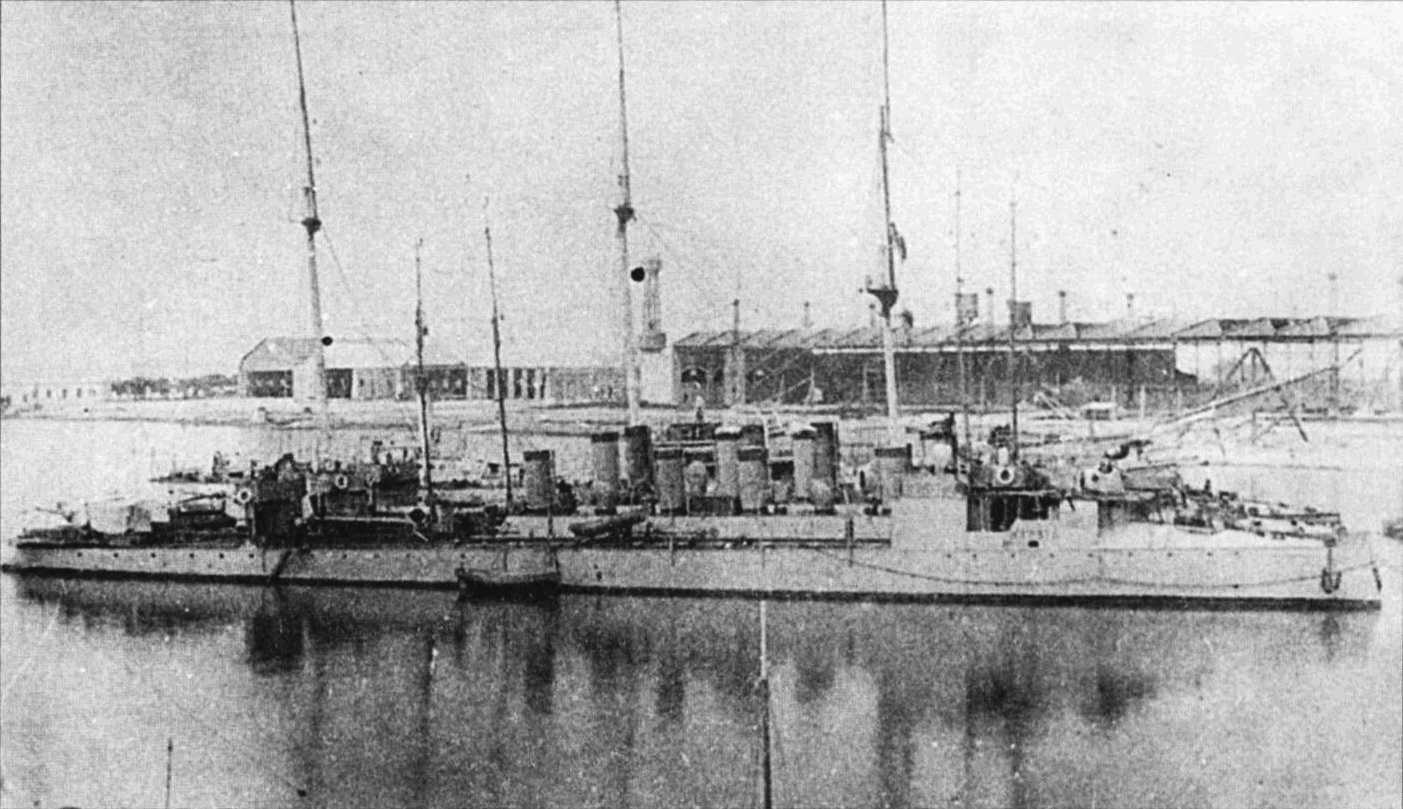
Die Zerstörer Scharki, Sorki und Swonki 1924 in Bizerta

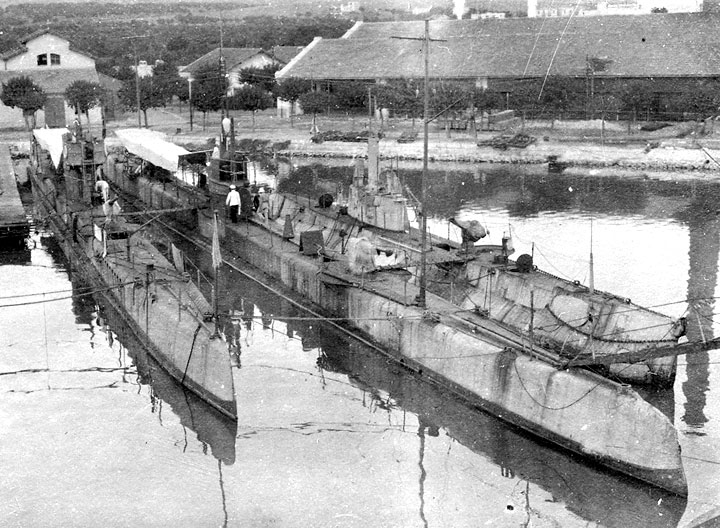
Die U-Boote Tjulen, Utka und AG-22 in Bizerta, 1922

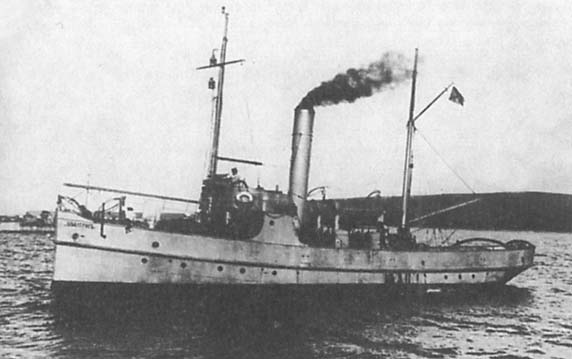
Das Minensuchboot Albatros

Die verbliebene Flotte bestand aus einem modernen Dreadnought-Linienschiff, einem veralteten Einheitslinienschiff, einem Geschützten Kreuzer, einem Kleinen Kreuzer, zehn Zerstörern bzw. Torpedobooten, vier U-Booten, drei Kanonenbooten, einem Aviso, zwei Minensuchbooten, drei bewaffneten und einem unbewaffneten Eisbrecher, einem Wachboot, zwei Hydrographie-Schiffen, zwei Schulschiffen, einem Bergungsschiff, drei Schleppern, einem Werkstattschiff, einem U-Boot-Tender, einem (unfertigen) Wasser-Tanker, einem Dampfer, und 19 Transportschiffen.
- Linienschiffe:
  - General Alexejew («Генерал Алексеев», ex Wolja)
  - Georgi Pobedonossets («Георгий Победоносец»)
- Geschützter Kreuzer:
  - General Kornilow («Генерал Корнилов», ex Kagul, ex Otschakov)
- Kleiner Kreuzer:
  - Almas («Алмаз»)
- Zerstörer/Torpedoboote:
  - Kapitän Saken («Капитан Сакен»)
  - Bespokoiny («Беспокойный»)
  - Dersky («Дерзкий»)
  - Gnewny («Гневный»)
  - Pospeschny («Поспешный»)
  - Pylki («Пылкий»)
  - Zerigo («Цериго»)
  - Scharki («Жаркий»)
  - Swonki («Звонкий»)
  - Sorki («Зоркий»)
- U-Boote:
  - Tjulen («Тюлень»)
  - Burewestnik («Буревестник»)
  - AG-22 («АГ-22»)
  - Utka («Утка»)
- Kanonenboote:
  - Strasch («Страж»)
  - Grosny («Грозный»)
  - Jakut («Якут»)[2]
- Aviso:
  - Kitoboi («Китобой»)[3]
- Minensuchboote: 
  - Albatros («Альбатрос»)
  - Baklan («Баклан»)
- Bewaffnete Eisbrecher:[4]
  - Wsadnik («Всадник»; ex Eisbrecher Nr. 1, «Ледокол № 1»)
  - Gaidamak («Гайдамак»; ex Eisbrecher Nr. 2, «Ледокол № 2»)
  - Dschigit («Джигит»; ex Eisbrecher Nr. 3, «Ледокол № 3»)
- Eisbrecher: 
  - Ilja Muromez («Илья Муромец»)[5]
- Hydrographie-Schiffe: 
  - Wecha («Веха»)
  - Kasbek («Казбек»)
- Schulschiff: 
  - Morjak («Моряк»)
  - Swoboda («Свобода»)
- Bergungsschiff: 
  - Tschernomor («Черномор»)[6]
- Schlepper:
  - Holland («Голланд»)
  - Welbek («Бельбек»)
  - Sewastopol («Севастополь»)
- Werkstattschiff:
  - Kronstadt («Кронштадт»)
- U-Boot-Tender: 
  - Dobytscha («Добыча»)
- Tanker (unfertig):
  - Baku («Баку»)
- Dampfer:
  - Großherzog Konstantin («Великий князь Константин»)
- Transporter: 
  - Don («Дон»)
  - Krim («Крым»)
  - Dalland («Далланд»)
  - Schtschilka («Шилка»)
  - Samara («Самара»)
  - Jekaterinodar («Екатеринодар»)
  - Rion («Рион»)
  - Inkerman («Инкерман»)
  - Poti («Поти»)
  - Jalta («Ялта»)
  - Sarytsch («Сарыч»)
  - Ostoroschny («Осторожный»)
  - Turkestan («Туркестан»)
  - Olga (Suchum) («Ольга» («Сухум»))
  - Sarja «Заря»
  - Psesuape «Псезуапе»
  - Elpidifor № 410 Wera («Вера»)
  - Elpidifor № 412
  - Elpidifor № 413

## Anmerkung
Auf der Marmorplatte in der 1935 von der russischen Exilgemeinde in Bizerta erbauten russisch-orthodoxen Alexander-Newski-Kirche werden nur 32 Schiffe erwähnt. Nicht aufgeführt sind dort:
AG-22 («АГ-22»), Albatros («Альбатрос»), Baklan («Баклан»), Wecha («Веха»), Kasbek («Казбек»), Welbek («Бельбек»), Sewastopol («Севастополь»), Kronstadt («Кронштадт») und die 19 Transportschiffe.